# Омен 3: останній конфлікт
«Омен 3: останній конфлікт» (англ. Omen III: The Final Conflict) — американський фільм жахів Грехема Бейкера з Семом Нілом у головній ролі. Прем'єра фільму відбулася 20 березня 1981 року.

## Сюжет
32-річний Деміан Торн, син сатани, протягом семи років очолював компанію «Торн Індастріс» (виробляє все від ядерної зброї до сої). З апокрифів Біблії Деміан дізнався, коли має статися Друге пришестя Христа. Це має відбутися у Великій Британії 24 березня (про це свідчать й три зірки Троїці з сузір'я Кассіопеї, що зійдуться в цю ніч). Для того, щоб завадити цьому, Деміан досяг посту посла США у Великій Британії (його попередник на цій посаді побачив у парку чорного ротвейлера, після чого покінчив життя самогубством). Секретарем Торна назначено Гарві Діна, який знає про справжні наміри сина диявола. Гарві має дружину Барбару, що має народити через кілька днів.
У цей час у Чикаго з-під уламків музею знайшли сім ритуальних кинджалів (ножі Мегідо, які знайшов археолог Бугензаген в Єгипті), завдяки яким можна вбити Антихриста. Їх відправили до монастиря Субіако в Італії. Монахи цього монастиря намагатимуться вбити Торна.
У власній капличка Деміан звертається до свого батька — диявола й звинувачує Христа в тому, що відібрав задоволення в людей.
Деміан погодився провести інтерв'ю з Кейт Рейнолдз (ведуча тижневика «Світ у фокусі» на Британському телебаченні) та познайомився з її сином — Пітером. Під час інтерв'ю на Деміана вперше напав монах, проте він спричинив пожежу на студії й загинув у вогні. Деміан побачив кинджал, який той вронив і поставив собі за мету знайти решту. Троє монахів намагалися заманити Деміана в гори, та він заплутав їх. Зрадівши, що їм вдалося вбити Антихриста, двоє монахів побачили, що вбили свого товариша, а самі опинилися в пастці.
Іншого дня Деміан із Пітером вирушив на полювання. Двоє монахів заманили Деміана на міст, та Торн залякав коня одного з монахів так, що тварина скинула наїзника, а другого монаха загризли собаки. Деміан змастив обличчя Пітера кров'ю загиблого монаха — відтоді хлопець став служити Антихристу. Сотні учнів Торна, серед яких були католицькі священики, навіть діти, були готові вбивати всіх хлопчиків, що народилися вночі 24 березня.
Священник Де Карло, що мав останній кинджал, розповів правду про Деміана Кейт Рейнолдз та Барбарі Дін. Провівши разом із Деміаном ніч, Кейт прокинулася в ліжку одна. Вона знайшла чоловіка голим на підлозі. На його голові вона знайшла підтвердження слів де Карло — число «666».
Коли всіх хлопчиків-немовлят було вбито, Деміан наказав секретареві вбити власного сина, що народився за десять хвилин до опівночі. Тим часом Барбара втратила здоровий глузд через чорного ротвейлера, що пробігав біля її будинку й вбила чоловіка праскою.
Вночі Деміан із Пітером вирушили на пошуки немовляти Христа. Їх чекав де Карло із кинджалом. Та Торн закрився Пітером — хлопця було вбито. Кейт підняла кинджала з рук священика й убила Деміана Торна. Фільм закінчується видінням Христа в славі.

## У головних ролях
- Сем Ніл — Деміан Торн;
- Россано Брацці — панотець де Карло;
- Дон Гордон — Гарві Дін;
- Ліза Гарроу — Кейт Рейнолдз;
- Барнабі Голм — Пітер Рейнолдз;